# Saussurea lipschitzii
Saussurea lipschitzii là một loài thực vật có hoa trong họ Cúc. Loài này được Filat. miêu tả khoa học đầu tiên năm 1966.